# Unidades de alcohol

Una copa grande de vino tinto aproximadamente contiene tres unidades de alcohol. Una copa de tamaño promedio como la que se muestra en la figura puede contener unas dos unidades.

Existe un sistema de unidades de alcohol que se utiliza para graduar los diferentes tipos y cantidades de bebidas alcohólicas y que sirve para medir el contenido de alcohol de cada una de estas bebidas. 
En general, se define como unidad de alcohol un volumen de 10 mililitros (o unos 8 gramos) de etanol (alcohol etílico). Esta cantidad es aproximadamente la cantidad de etanol que un adulto promedio sano puede metabolizar en una hora. La misma es utilizada como base para elaborar guías de consumo para bebidas alcohólicas. El número de unidades que contiene una bebida se indica en el envase.
Al ser ingerido, el alcohol actúa sobre el cerebro disminuyendo ciertas inhibiciones sociales, el sentido de responsabilidad y la angustia. Por ello la persona que ha bebido exhibe un comportamiento más desinhibido, disminuyendo la atención sobre las consecuencias de sus acciones. El alcohol también disminuye la sensibilidad de los sentidos, de las habilidades motoras y de la capacidad de juicio. 
Debido a que es relativamente fácil excederse en el consumo del alcohol, se han desarrollado sistemas para proporcionar una indicación de lo consumido. Varios países han adoptado un sistema de unidades. El sistema no es de uso universal, ya que no existe una norma uniforme sobre el contenido de alcohol de las bebidas o del volumen que posee una copa o vaso. 

## Detalles técnicos
El sistema de unidades adopta como unidad de alcohol una copa estándar que posee 8 gramos de etanol. 
Una unidad de bebida es equivalente a una copa de vino, un vaso de cerveza de tamaño medio o una medida de bebida alcohólica de 70 grados. 
Existe cierta falta de homogeneidad respecto a cuál es el contenido de alcohol que poseen distintos tipos y marcas de bebidas. Por ejemplo, la sidra suele ser más fuerte que una cerveza tipo lager. 
En España, usualmente el consumo de alcohol se expresa en gramos de alcohol consumidos por día o a la semana. Históricamente, se ha considerado que un consumo de más de 420 gr de alcohol a la semana es excesivo.